# Споднє Піявшко
Споднє Піявшко (словен. Spodnje Pijavško) — поселення в общині Кршко, Споднєпосавський регіон, Словенія. Висота над рівнем моря: 172,6 м.